# Poetic Justice
Pour plus de détails, voir Fiche technique et Distribution.
Poetic Justice est un film américain réalisé par John Singleton, sorti en 1993.

## Synopsis
Justice (Janet Jackson) est une jeune Afro-Américaine vivant dans le quartier de South Central à Los Angeles. Après avoir assisté au meurtre de son amoureux Markell, elle sombre dans la dépression et décide de couper les ponts avec ses anciens amis, d'abandonner ses études et de devenir coiffeuse, tout en composant ses poèmes. Un jour avec son amie, elle accompagne le petit ami de celle-ci, Chicago, postier et son collègue Lucky (Tupac Shakur), qui a un enfant, pour une livraison.

## Fiche technique
Sauf indication contraire, les informations mentionnées dans cette section peuvent être confirmées par la base de données cinématographiques IMDb,  présente dans la section « Liens externes ».
- Titre original et français : Poetic Justice
- Réalisation et scénario : John Singleton
- Musique : Stanley Clarke
- Direction artistique : Kirk M. Petruccelli
- Décors : Keith Brian Burns
- Costumes : Darryle Johnson
- Photographie : Peter Lyons Collister
- Montage : Bruce Cannon
- Production : Steve Nicolaides et John Singleton
- Production associée : Dwight Williams
- Sociétés de production : New Deal Productions et Nickel
- Sociétés de distribution : Columbia Pictures (États-Unis)
- Budget : 14 millions de dollars[1]
- Pays de production :  États-Unis
- Langue originale : anglais
- Genres : comédie dramatique, romance
- Durée : 109 minutes
- Dates de sortie : 
  - États-Unis : 23 juillet 1993
  - France : 4 mai 1994

## Distribution
- Janet Jackson (VF : Magaly Berdy) : Justice
- Tupac Shakur (VF : Pascal Légitimus) : Lucky
- Regina King (VF : Laurence Crouzet) : Iesha
- Joe Torry (VF : Jacques Martial) : Chicago
- Tyra Ferrell (VF : Maïk Darah) : Jessie
- Rose Weaver (VF : Martine Maximin) : tante Audrey
- Billy Zane (VF : Éric Herson-Macarel) : Brad
- Lori Petty (VF : Anne Rondeleux) : Penelope
- Khandi Alexander (VF : Anne Jolivet) : Simone
- John Cothran Jr. (VF : Rémi Kirch) : oncle Earl
- Maya Angelou (VF : Lydia Ewandé) : tante June
- Norma Donaldson (VF : Marion Loran) : tante May
- Jenifer Lewis : Anne
- Maia Campbell : Shante
- Clifton Collins Jr. : Kareem LaVine
- Tone Loc (VF : Serge Balthazar) : James « Bone » Paul
- Q-Tip (VF : Bernard Gabay) : Markell
- Keith Washington (VF : Philippe Vincent) : Dexter
- Roger Guenveur Smith (VF : Edgar Givry) : Heywood
- Michael Colyar : Panhandler
- Baha Jackson : Baha
- The Last Poets : eux-mêmes
- Michael Rapaport (VF : Olivier Korol) : Johnny

## Production

### Tournage
Le tournage a lieu entre le 14 avril et le 4 juillet 1992, en Californie, dont Los Angeles et Oakland.

### Musique
Singles
1. Get It Up
Sortie : 6 juin 1993
2. Indo Smoke
Sortie : 8 juin 1993
3. Call Me a Mack
Sortie : 16 décembre 1993

La musique du film est composée par Stanley Clarke. Cependant, l'album commercialisé par New Deal Music et Epic en juin 1993 contient principalement des chansons d'artistes rap et R'n'B comme TLC (qui fait ici une reprise de The Time), Naughty by Nature, 2Pac  et Janet Jackson. On y retrouve par ailleurs le titre de Never Dreamed You'd Leave in Summer de Stevie Wonder, extrait de son album Where I'm Coming From (1971), et que l'on peut entendre dans le film. Stanley Clarke compose deux thèmes pour ce film : Justice's Groove et Lucky Again. Le premier est présent sur l'album du film mais le deuxième est sorti uniquement sur l'album At The Movies (en), une compilation de thèmes musicaux de Stanley Clarke.
L'album rencontre un succès aux États-Unis, se classant notamment à la 23e place du Billboard 200 et est certifié disque d'or par la RIAA le 25 août 1993.
Trois singles seront extraits de l'album : Get It Up de TLC, Indo Smoke de Mista Grimm et enfin Call Me a Mack qui marque les débuts d'Usher, alors âgé de 14 ans.
| 1.  | Get It Up                           | TLC                                                  | 4:25 |
| 2.  | Indo Smoke                          | Mista Grimm (avec Warren G et Nate Dogg)             | 5:24 |
| 3.  | One in a Million                    | Pete Rock and C.L. Smooth                            | 4:05 |
| 4.  | Poor Man's Poetry                   | Naughty by Nature                                    | 3:00 |
| 5.  | Definition of a Thug Nigga          | 2Pac                                                 | 4:10 |
| 6.  | Cash in My Hands                    | Nice & Smooth                                        | 3:53 |
| 7.  | I Wanna Be Your Man                 | Chaka Demus & Pliers                                 | 3:55 |
| 8.  | Niggas Don't Give a Fuck            | Tha Dogg Pound (avec Snoop Dogg et The Lady of Rage) | 4:41 |
| 9.  | Well Alright                        | Babyface                                             | 4:00 |
| 10. | Waiting for You                     | Tony! Toni! Toné!                                    | 5:15 |
| 11. | Call Me a Mack                      | Usher                                                | 4:06 |
| 12. | Nite & Day                          | Cultural Revolution                                  | 5:04 |
| 13. | I've Been Waiting                   | Terri & Monica                                       | 4:20 |
| 14. | Never Dreamed You'd Leave In Summer | Stevie Wonder                                        | 2:55 |
| 15. | Justice's Groove                    | Stanley Clarke                                       |      |
| 16. | Again (Poetic Justice version)      | Janet Jackson                                        | 3:23 |

## Distinctions

### Récompense
- Razzie Awards 1994 : pire nouvelle star pour Janet Jackson

### Nominations
- Oscars 1993 : meilleure musique ou chanson originale Again
- Razzie Awards 1994 : pire actrice pour Janet Jackson

## Autour du film
Les poèmes du film ont été composés par Maya Angelou, écrivaine qui apparait dans le film.